# Флора Удмуртії

## Отруйні рослини
У флорі Удмуртії нараховується понад 120 видів отруйних рослин, приблизно 100 з яких токсичні для людини. Найпоширенішими з таких рослин є баранець звичайний, хвощі, папороть чоловіча, авран лікарський, багно болотяне, блекота чорна, образки болотні, болиголов плямистий, цикута отруйна, вовчі ягоди звичайні, вороняче око звичайне, буркун лікарський, дурман звичайний, жостір проносний, конвалія травнева, жовтець отруйний, чистотіл великий, молочай соняшний, молочаї лозний та болотяний, паслін солодко-гіркий, чемериця Лобелієва. Багато отруйних рослин мають лікарські властивості, і отруєння може настати лише після передозування — горицвіт весняний, жовтушник левкойний, конвалія травнева, пижмо звичайне. Одна і та ж рослина може бути неотруйною для одних тварин і отруйною для інших, наприклад хвощі та авран. Деякі отруйні рослини відносяться до рідкісних і включені до Червоної книги Удмуртії.

## Ендемічні рослини
На території Удмуртії зростає 6 ендемічних видів рослин: цицербіта уральська та короставник татарський — ендеміки широколистяних лісів Урала та Передуралля; волошка цілокраєлиста притаманна Уралу та Заураллю; кизильник алаунський, польовиця Корчагіна — ендеміки європейської частини Росії; качим жигульський — ендемік Середнього Поволжя.

## Повидовий список рослин
| №                                                        | Назва виду                                                  | Удмуртська назва | Поширення                         | Статус                   | Зображення |
| -------------------------------------------------------- | ----------------------------------------------------------- | ---------------- | --------------------------------- | ------------------------ | ---------- |
| Відділ Плауноподібні ( Lycopodióphyta )                  |                                                             |                  |                                   |                          |            |
| Клас Плаунові ( Lycopodiopsida )                         |                                                             |                  |                                   |                          |            |
| Порядок Плаунові ( Lycopodiales )                        |                                                             |                  |                                   |                          |            |
| Родина Плаунові (Lycopodiaceae)                          |                                                             |                  |                                   |                          |            |
| 1                                                        | Баранець звичайний Lycopodium selago                        | -                | -                                 | -                        |            |
| Відділ Хвощеподібні ( Equisetophyta )                    |                                                             |                  |                                   |                          |            |
| Клас Хвощеві ( Equisetopsida )                           |                                                             |                  |                                   |                          |            |
| Порядок Хвощеві ( Equisetales )                          |                                                             |                  |                                   |                          |            |
| Родина Хвощеві (Equisetaceae)                            |                                                             |                  |                                   |                          |            |
| 1                                                        | Хвощ польовий Equisétum arvénse                             | -                | -                                 | -                        |            |
| Відділ Папоротеподібні ( Polypodiophyta )                |                                                             |                  |                                   |                          |            |
| Клас Папоротевидні ( Polypodiopsida )                    |                                                             |                  |                                   |                          |            |
| Порядок Папоротні ( Polypodiales )                       |                                                             |                  |                                   |                          |            |
| Родина Багатоніжкові (Dryopteridaceae)                   |                                                             |                  |                                   |                          |            |
| 1                                                        | Папороть чоловіча (щитник чоловічий) Dryopteris filix-mas   | -                | -                                 | -                        |            |
| Відділ Покритонасінні ( Magnoliophyta )                  |                                                             |                  |                                   |                          |            |
| Клас Дводольні ( Magnoliópsida )                         |                                                             |                  |                                   |                          |            |
| Порядок Айстроцвіті ( Asterales )                        |                                                             |                  |                                   |                          |            |
| Родина Айстрові (Asteraceae)                             |                                                             |                  |                                   |                          |            |
| 1                                                        | Пижмо звичайне (пижма звичайна) Tanacetum vulgare           | -                | -                                 | -                        |            |
| 2                                                        | Цицербіта уральська Cicerbita uralensis                     | -                | -                                 | -                        | -          |
| 3                                                        | Волошка цілокраєлиста Centaurea integrifolia                | -                | -                                 | -                        | -          |
| Порядок Бобовоцвіті ( Fabales )                          |                                                             |                  |                                   |                          |            |
| Родина Бобові (Fabaceae)                                 |                                                             |                  |                                   |                          |            |
| 1                                                        | Буркун лікарський (донник лікарський) Melilotus officinalis | -                | -                                 | -                        |            |
| Порядок Вересоцвіті ( Ericales )                         |                                                             |                  |                                   |                          |            |
| Родина Вересові (Ericaceae)                              |                                                             |                  |                                   |                          |            |
| 1                                                        | Багно звичайне (багульник болотяний) Lédum palústre         | -                | -                                 | -                        |            |
| Порядок Ворсянкоцвіті ( Dipsacales )                     |                                                             |                  |                                   |                          |            |
| Родина Жимолостеві (Caprifoliáceae)                      |                                                             |                  |                                   |                          |            |
| 1                                                        | Короставник татарський Knautia tatarica                     | -                | -                                 | -                        | -          |
| Порядок Гвоздикоцвіті ( Caryophyllales )                 |                                                             |                  |                                   |                          |            |
| Родина Гвоздичні (Caryophylláceae)                       |                                                             |                  |                                   |                          |            |
| 1                                                        | Качим жигульський Gypsophila zhegulensis                    | -                | -                                 | -                        | -          |
| Порядок Губоцвіті ( Lamiales )                           |                                                             |                  |                                   |                          |            |
| Родина Ранникові (Plantaginaceae)                        |                                                             |                  |                                   |                          |            |
| 1                                                        | Авран лікарський Gratiola officinalis                       | -                | -                                 | -                        |            |
| Порядок Жовтецевоцвіті ( Ranunculáles )                  |                                                             |                  |                                   |                          |            |
| Родина Жовтецеві (Ranunculáceae)                         |                                                             |                  |                                   |                          |            |
| 1                                                        | Горицвіт весняний (адоніс весняний) Adonis vernalis         | -                | -                                 | -                        |            |
| 2                                                        | Жовтець їдкий (лютик їдкий) Ranúnculus ácris                | -                | -                                 | -                        |            |
| 3                                                        | Жовтець отруйний (лютик отруйний) Ranunculus sceleratus     | -                | -                                 | -                        |            |
| Родина Макові (Papaveraceae)                             |                                                             |                  |                                   |                          |            |
| 1                                                        | Чистотіл звичайний (чистотіл великий) Chelidonium majus     | -                | -                                 | -                        |            |
| Порядок Зонтичноцвіті ( Apiales )                        |                                                             |                  |                                   |                          |            |
| Родина Зонтичні (Apiaceae)                               |                                                             |                  |                                   |                          |            |
| 1                                                        | Болиголов плямистий Conium maculatum                        | -                | -                                 | -                        |            |
| 2                                                        | Цикута отруйна (вех отруйний) Cicuta virosa                 | -                | -                                 | -                        |            |
| Порядок Капустоцвіті ( Brassicales )                     |                                                             |                  |                                   |                          |            |
| Родина Капустяні (Brassicáceae)                          |                                                             |                  |                                   |                          |            |
| 1                                                        | Жовтушник левкойний Erýsimum cheiranthoídes                 | -                | -                                 | -                        |            |
| Порядок Мальвоцвіті ( Malvales )                         |                                                             |                  |                                   |                          |            |
| Родина Тимелеєві (Thymelaeáceae)                         |                                                             |                  |                                   |                          |            |
| 1                                                        | Вовчі ягоди звичайні (вовче лико) Daphne mezereum           | -                | -                                 | -                        |            |
| Порядок Мальпігієцвіті ( Malpighiáles )                  |                                                             |                  |                                   |                          |            |
| Родина Молочайні (Euphorbiaceae)                         |                                                             |                  |                                   |                          |            |
| 1                                                        | Молочай болотяний Euphórbia palustris                       | -                | -                                 | -                        |            |
| 2                                                        | Молочай лозний (молочай прутевидний) Euphorbia virgata      | -                | -                                 | -                        | -          |
| 3                                                        | Молочай соняшний Euphórbia helioscópia                      | -                | -                                 | -                        |            |
| Порядок Пасльоноцвіті ( Solanales )                      |                                                             |                  |                                   |                          |            |
| Родина Пасльонові (Solanaceae)                           |                                                             |                  |                                   |                          |            |
| 1                                                        | Блекота чорна (білена чорна) Hyoscyamus niger               | -                | -                                 | -                        |            |
| 2                                                        | Дурман звичайний Datura stramonium                          | -                | -                                 | -                        |            |
| 3                                                        | Паслін солодко-гіркий Solanum dulcamara                     | -                | -                                 | -                        |            |
| 4                                                        | Паслін чорний Solanum nigrum                                | -                | -                                 | -                        |            |
| Порядок Розоцвіті ( Rosales )                            |                                                             |                  |                                   |                          |            |
| Родина Жостерові (Rhamnáceae)                            |                                                             |                  |                                   |                          |            |
| 1                                                        | Жостір проносний Rhamnus cathartica                         | -                | -                                 | -                        |            |
| Родина Розові (Rosaceae) — рід Яблуня (улмопу) (5 видів) |                                                             |                  |                                   |                          |            |
| 1                                                        | Кизильник алаунський Cotoneaster alaunicus                  | -                | -                                 | -                        | -          |
| 2                                                        | Яблуня лісова Malus sylvestris                              | -                | ліси                              | рідкісний                |            |
| 3                                                        | Яблуня домашня Malus domestica                              | -                | повсюди у сільському господарстві | окультурений з 1910 року |            |
| Клас Однодольні ( Liliopsida )                           |                                                             |                  |                                   |                          |            |
| Порядок Лілієцвіті ( Liliales )                          |                                                             |                  |                                   |                          |            |
| Родина Лілійні (Liliaceae)                               |                                                             |                  |                                   |                          |            |
| 1                                                        | Чемериця Лобелієва Veratrum lobelianum                      | -                | -                                 | -                        |            |
| Родина Мелантієві (Melanthiaceae)                        |                                                             |                  |                                   |                          |            |
| 1                                                        | Вороняче око звичайне Paris quadrifolia                     | -                | -                                 | -                        |            |
| Порядок Холодкоцвіті ( Asparagales )                     |                                                             |                  |                                   |                          |            |
| Родина Холодкові (Asparagaceae)                          |                                                             |                  |                                   |                          |            |
| 1                                                        | Конвалія травнева Convallaria majalis                       | -                | -                                 | -                        |            |
| Порядок Тонконогоцвіті ( Poales )                        |                                                             |                  |                                   |                          |            |
| Родина Тонконогові (Poáceae)                             |                                                             |                  |                                   |                          |            |
| 1                                                        | Польовица Корчагіна Agrostis korczaginii                    | -                | -                                 | -                        | -          |
| Порядок Частухоцвіті ( Alismatales )                     |                                                             |                  |                                   |                          |            |
| Родина Ароїдні (Araceae)                                 |                                                             |                  |                                   |                          |            |
| 1                                                        | Образки болотні Calla palustris                             | -                | -                                 | -                        |            |

## Дивись також
- Фауна Удмуртії